# جام چالش لندن
جام چالش لندن (به انگلیسی: London Challenge Cup) یک تورنمنت فوتبال بود که قبلاً توسط اتحادیه فوتبال لندن برگزار می‌شد. این مسابقات اولین بار در سال ۱۹۰۸ برگزار شد و به جز دوران جنگ‌های جهانی، تا زمان انحلال این مسابقات در سال ۱۹۷۴، هر فصل برگزار می‌شد.
پس از یک وقفه ۱۶ ساله، این مسابقات در فصل ۹۱–۱۹۹۰ دوباره احیا شد، اما تنها ۱۰ سال دوام آورد و سپس دوباره متوقف شد.
در شکل اولیه خود، این مسابقات توسط اکثر باشگاه‌های حرفه‌ای بزرگ لندن مانند آرسنال، چلسی، تاتنهام هاتسپر و وستهام یونایتد برنده می‌شد، اما کیفیت شرکت‌کنندگان پس از احیا پایین‌تر بود و همه برندگان به جز لیتون اورینت در فصل ۹۳–۱۹۹۳ باشگاه‌های غیر لیگی بودند.

## نتایج فینال

### کلید
|  | نتیجه در بازی مجدد مشخص شد.                            |
|  | بازی به وقت اضافه رفت.                                 |
|  | نتیجه بازی با ضربات پنالتی پس از وقت‌های اضافه مشخص شد. |

| فصل           | قهرمان                                     | نتیجه                                      | نائب-قهرمان                                | یادداشت                                         |
| ------------- | ------------------------------------------ | ------------------------------------------ | ------------------------------------------ | ----------------------------------------------- |
| ۰۹–۱۹۰۸       | میلوال                                     | ۲–۰                                        | لیتون                                      |                                                 |
| ۱۰–۱۹۰۹       | فولام                                      | ۴–۱                                        | تاتنهام هاتسپر                             |                                                 |
| ۱۱–۱۹۱۰       | تاتنهام هاتسپر                             | ۲–۱                                        | فولام                                      |                                                 |
| ۱۲–۱۹۱۱       | کلپتون اورینت                              | ۳–۰                                        | میلوال                                     |                                                 |
| ۱۳–۱۹۱۲       | کریستال پالاس                              | ۴–۰                                        | میلوال                                     | بازی مجدد. بازی اول ۱–۱.                        |
| ۱۴–۱۹۱۳       | کریستال پالاس                              | ۲–۱                                        | تاتنهام هاتسپر                             |                                                 |
| ۱۵–۱۹۱۴       | میلوال                                     | ۲–۱                                        | آرسنال                                     |                                                 |
| ۱۹–۱۹۱۵       | عدم برگزاری رقابت‌ها به دلیل جنگ جهانی اول. | عدم برگزاری رقابت‌ها به دلیل جنگ جهانی اول. | عدم برگزاری رقابت‌ها به دلیل جنگ جهانی اول. | عدم برگزاری رقابت‌ها به دلیل جنگ جهانی اول.      |
| ۲۰–۱۹۱۹       | چلسی                                       | ۱–۰                                        | کریستال پالاس                              |                                                 |
| ۲۱–۱۹۲۰       | کریستال پالاس                              | ۱–۰                                        | کلپتون اورینت                              |                                                 |
| ۲۲–۱۹۲۱       | آرسنال                                     | ۱–۰                                        | کریستال پالاس                              |                                                 |
| ۲۳–۱۹۲۲       | چارلتون اتلتیک                             | ۲–۱                                        | کریستال پالاس                              |                                                 |
| ۲۴–۱۹۲۳       | آرسنال                                     | ۳–۲                                        | چارلتون اتلتیک                             | طبق برخی منابع ۳–۱.                             |
| ۲۵–۱۹۲۴       | وستهام یونایتد                             | ۲–۱                                        | کلپتون اورینت                              |                                                 |
| ۲۶–۱۹۲۵       | وستهام یونایتد                             | ۲–۱                                        | آرسنال                                     |                                                 |
| ۲۷–۱۹۲۶       | چلسی                                       | ۲–۱                                        | لیتون اورینت                               |                                                 |
| ۲۸–۱۹۲۷       | میلوال                                     | ۶–۳                                        | لیتون                                      |                                                 |
| ۲۹–۱۹۲۸       | تاتنهام هاتسپر                             | ۵–۱                                        | میلوال                                     |                                                 |
| ۳۰–۱۹۲۹       | وستهام یونایتد                             | ۲–۱                                        | برنتفورد                                   |                                                 |
| ۳۱–۱۹۳۰       | آرسنال                                     | ۲–۱                                        | تاتنهام هاتسپر                             |                                                 |
| ۳۲–۱۹۳۱       | فولام                                      | ۲–۱                                        | کریستال پالاس                              |                                                 |
| ۳۳–۱۹۳۲       | کویینز پارک رنجرز                          | ۳–۰                                        | وستهام یونایتد                             |                                                 |
| ۳۴–۱۹۳۳       | آرسنال                                     | ۴–۰                                        | تاتنهام هاتسپر                             |                                                 |
| ۳۵–۱۹۳۴       | برنتفورد                                   | ۲–۱                                        | میلوال                                     |                                                 |
| ۳۶–۱۹۳۵       | آرسنال                                     | ۴–۲                                        | برنتفورد                                   |                                                 |
| ۳۷–۱۹۳۶       | تاتنهام هاتسپر                             | ۱–۰                                        | آرسنال                                     |                                                 |
| ۳۸–۱۹۳۷       | میلوال                                     | ۴–۰                                        | کریستال پالاس                              |                                                 |
| ۳۹–۱۹۳۸       | کویینز پارک رنجرز                          | ۳–۱                                        | تاتنهام هاتسپر                             |                                                 |
| ۱۹۴۶–۱۹۳۹     | عدم برگزاری رقابت‌ها به دلیل جنگ جهانی دوم. | عدم برگزاری رقابت‌ها به دلیل جنگ جهانی دوم. | عدم برگزاری رقابت‌ها به دلیل جنگ جهانی دوم. | عدم برگزاری رقابت‌ها به دلیل جنگ جهانی دوم.      |
| ۴۷–۱۹۴۶       | وستهام یونایتد                             | ۳–۲                                        | کریستال پالاس                              |                                                 |
| ۴۸–۱۹۴۷       | تاتنهام هاتسپر                             | ۳–۱                                        | فولام                                      |                                                 |
| ۴۹–۱۹۴۸       | وستهام یونایتد                             | ۲–۱                                        | چلسی                                       | بازی مجدد. نتیجه بازی اول ۱–۱.                  |
| ۵۰–۱۹۴۹       | چلسی                                       | ۳–۰                                        | برنتفورد                                   | بازی مجدد. نتیجه بازی اول ۴–۴.                  |
| ۵۱–۱۹۵۰       | چارلتون اتلتیک                             | ۲–۱                                        | برنتفورد                                   |                                                 |
| ۵۲–۱۹۵۱       | فولام                                      | ۱–۰                                        | چارلتون اتلتیک                             |                                                 |
| ۵۳–۱۹۵۲       | وستهام یونایتد                             | ۲–۱                                        | برنتفورد                                   |                                                 |
| ۵۴–۱۹۵۳       | آرسنال                                     | ۳–۲                                        | چلسی                                       | بازی مجدد. نتیجه بازی اول ۱–۱.                  |
| ۵۵–۱۹۵۴       | آرسنال                                     | ۲–۱                                        | وستهام یونایتد                             |                                                 |
| ۵۶–۱۹۵۵       | ویینز پارک رنجرز                           | ۲–۱                                        | برنتفورد                                   |                                                 |
| ۵۷–۱۹۵۶       | وستهام یونایتد                             | ۳–۱                                        | میلوال                                     |                                                 |
| ۵۸–۱۹۵۷       | آرسنال                                     | ۳–۱                                        | وستهام یونایتد                             |                                                 |
| ۵۹–۱۹۵۸       | تاتنهام هاتسپر                             | ۳–۱                                        | وستهام یونایتد                             |                                                 |
| ۶۰–۱۹۵۹       | چلسی                                       | ۲–۱                                        | توتینگ اند میتچام یونایتد                  |                                                 |
| ۶۱–۱۹۶۰       | چلسی                                       | ۳–۱                                        | آرسنال                                     |                                                 |
| ۶۲–۱۹۶۱       | آرسنال                                     | ۳–۱                                        | میلوال                                     |                                                 |
| ۶۳–۱۹۶۲       | آرسنال                                     | ۴–۱                                        | چلسی                                       |                                                 |
| ۶۴–۱۹۶۳       | تاتنهام هاتسپر                             | ۲–۰                                        | چلسی                                       |                                                 |
| ۶۵–۱۹۶۴       | برنتفورد                                   | ۲–۱                                        | چلسی                                       |                                                 |
| ۶۶–۱۹۶۵       | کویینز پارک رنجرز                          | ۴–۰                                        | آرسنال                                     |                                                 |
| ۶۷–۱۹۶۶       | برنتفورد                                   | ۲–۱                                        | فولام                                      | بازی مجدد.                                      |
| ۶۸–۱۹۶۷       | وستهام یونایتد                             | ۳–۱                                        | داگنم                                      |                                                 |
| ۶۹–۱۹۶۸       | وستهام یونایتد                             | ۳–۲                                        | تاتنهام هاتسپر                             | بازی مجدد. نتیجه بازی اول ۲–۲.                  |
| ۷۰–۱۹۶۹       | آرسنال                                     | ۲–۱                                        | ویمبلدون                                   |                                                 |
| ۷۱–۱۹۷۰       | تاتنهام هاتسپر                             | ۱–۰                                        | ویمبلدون                                   |                                                 |
| ۷۲–۱۹۷۱       | اورینت                                     | ۲–۱                                        | داگنم                                      | بازی مجدد. نتیجه بازی اول ۱–۱.                  |
| ۷۳–۱۹۷۲       | اورینت                                     | ۲–۱                                        | انفیلد                                     |                                                 |
| ۷۴–۱۹۷۳       | تاتنهام هاتسپر                             | ۵–۰                                        | هیز                                        |                                                 |
| دوره احیا شده |                                            |                                            |                                            |                                                 |
| فصل           | قهرمان                                     | نتیجه                                      | نائب-قهرمان                                | یادداشت                                         |
| ۹۱–۱۹۹۰       | کارشالتون اتلتیک                           | ۴–۲                                        | ولینگ یونایتد                              |                                                 |
| ۹۲–۱۹۹۱       | ولینگ یونایتد                              | ۲–۰                                        | دالیچ هملت                                 |                                                 |
| ۹۳–۱۹۹۲       | لیتون اورینت                               | ۳–۲                                        | بارنت                                      |                                                 |
| ۹۴–۱۹۹۳       | اوکسبریج                                   | ۳–۰                                        | ولینگ یونایتد                              |                                                 |
| ۹۵–۱۹۹۴       | سنت آلبنز سیتی                             | ۶–۰                                        | فیشر اتلتیک                                |                                                 |
| ۹۶–۱۹۹۵       | بروملی                                     | ۳–۲                                        | لیتون پننت                                 |                                                 |
| ۹۷–۱۹۹۶       | اوکسبریج                                   | ۱–۰                                        | لیتون پننت                                 | بازی مجدد. نتیجه بازی اول ۳–۳.                  |
| ۹۸–۱۹۹۷       | بورم‌وود                                    | ۳–۱                                        | اوکسبریج                                   |                                                 |
| ۹۹–۱۹۹۸       | دالیچ هملت                                 | ۲–۱                                        | اوکسبریج                                   | بعد از وقت اضافه.                               |
| ۲۰۰۰–۱۹۹۹     | اوکسبریج                                   | ۲–۲                                        | دالیچ هملت                                 | در ضربات پنالتی ۵–۴ برنده شد. بعد از وقت اضافه. |

### نتایج به تفکیک تیم‌ها
| باشگاه                    | قهرمانی(ها) | اولین برد در فینال | آخرین برد در فینال | نائب-قهرمانی(ها) | آخرین شکست در فینال | مجموع بازی(ها) در فینال. | یادداشت |
| ------------------------- | ----------- | ------------------ | ------------------ | ---------------- | ------------------- | ------------------------ | ------- |
| آرسنال                    | ۱۱          | ۲۲–۱۹۲۱            | ۷۰–۱۹۶۹            | ۵                | ۶۶–۱۹۶۵             | ۱۶                       |         |
| وستهام یونایتد            | ۹           | ۲۵–۱۹۲۴            | ۶۹–۱۹۶۸            | ۴                | ۵۹–۱۹۵۸             | ۱۳                       |         |
| تاتنهام هاتسپر            | ۸           | ۱۱–۱۹۱۰            | ۷۴–۱۹۷۳            | ۶                | ۶۹–۱۹۶۸             | ۱۴                       |         |
| چلسی                      | ۵           | ۲۰–۱۹۱۹            | ۶۱–۱۹۶۰            | ۵                | ۶۵–۱۹۶۴             | ۱۰                       |         |
| میلوال                    | ۴           | ۰۹–۱۹۰۸            | ۳۸–۱۹۳۷            | ۶                | ۶۲–۱۹۶۱             | ۱۰                       |         |
| لیتون اورینت              | ۴           | ۱۲–۱۹۱۱            | ۹۳–۱۹۹۲            | ۳                | ۲۷–۱۹۲۶             | ۷                        | [ الف ] |
| کویینز پارک رنجرز         | ۴           | ۳۳–۱۹۳۲            | ۶۶–۱۹۶۵            | ۰                | –                   | ۴                        |         |
| برنتفورد                  | ۳           | ۳۵–۱۹۳۴            | ۶۷–۱۹۶۶            | ۶                | ۵۶–۱۹۵۵             | ۹                        |         |
| کریستال پالاس             | ۳           | ۱۳–۱۹۱۲            | ۲۱–۱۹۲۰            | ۶                | ۴۷–۱۹۴۶             | ۹                        |         |
| فولام                     | ۳           | ۱۰–۱۹۰۹            | ۵۲–۱۹۵۱            | ۳                | ۶۷–۱۹۶۶             | ۶                        |         |
| اوکسبریج                  | ۳           | ۹۴–۱۹۹۳            | ۲۰۰۰–۱۹۹۹          | ۲                | ۹۹–۱۹۹۸             | ۵                        |         |
| چارلتون اتلتیک            | ۲           | ۲۳–۱۹۲۲            | ۵۱–۱۹۵۰            | ۲                | ۵۲–۱۹۵۱             | ۴                        |         |
| دالیچ هملت                | ۱           | ۹۹–۱۹۹۸            | ۹۹–۱۹۹۸            | ۲                | ۲۰۰۰–۱۹۹۹           | ۳                        |         |
| ولینگ یونایتد             | ۱           | ۹۲–۱۹۹۱            | ۹۲–۱۹۹۱            | ۲                | ۹۴–۱۹۹۳             | ۳                        |         |
| بورم‌وود                   | ۱           | ۹۸–۱۹۹۷            | ۹۸–۱۹۹۷            | ۰                | –                   | ۱                        |         |
| بروملی                    | ۱           | ۹۶–۱۹۹۵            | ۹۶–۱۹۹۵            | ۰                | –                   | ۱                        |         |
| کارشالتون اتلتیک          | ۱           | ۹۱–۱۹۹۰            | ۹۱–۱۹۹۰            | ۰                | –                   | ۱                        |         |
| سنت آلبنز سیتی            | ۱           | ۹۵–۱۹۹۴            | ۹۵–۱۹۹۴            | ۰                | –                   | ۱                        |         |
| داگنم †                   | ۰           | –                  | –                  | ۲                | ۷۲–۱۹۷۱             | ۲                        | [ ب ]   |
| لیتون †                   | ۰           | –                  | –                  | ۲                | ۲۸–۱۹۲۷             | ۲                        | [ پ ]   |
| لیتون پننت                | ۰           | –                  | –                  | ۲                | ۹۷–۱۹۹۶             | ۲                        |         |
| ویمبلدون †                | ۰           | –                  | –                  | ۲                | ۷۱–۱۹۷۰             | ۲                        | [ ت ]   |
| بارنت                     | ۰           | –                  | –                  | ۱                | ۹۳–۱۹۹۲             | ۱                        |         |
| انفیلد                    | ۰           | –                  | –                  | ۱                | ۷۳–۱۹۷۲             | ۱                        |         |
| فیشر اتلتیک †             | ۰           | –                  | –                  | ۱                | ۹۵–۱۹۹۴             | ۱                        | [ ث ]   |
| هیز †                     | ۰           | –                  | –                  | ۱                | ۷۴–۱۹۷۳             | ۱                        | [ ج ]   |
| توتینگ اند میتچام یونایتد | ۰           | –                  | –                  | ۱                | ۶۰–۱۹۵۹             | ۱                        |         |

## دربی‌ها در فینال
| دربی‌ها/رقابت‌ها                  | فصل     | قهرمان            | نتیجه | نائب-قهرمان    | یادداشت |
| ------------------------------- | ------- | ----------------- | ----- | -------------- | ------- |
| شهرآورد شمال لندن               | ۳۴–۱۹۳۳ | آرسنال            | ۴–۰   | تاتنهام هاتسپر |         |
| شهرآورد شمال لندن               | ۳۱–۱۹۳۰ | آرسنال            | ۲–۱   | تاتنهام هاتسپر |         |
| شهرآورد شمال لندن               | ۳۷–۱۹۳۶ | تاتنهام هاتسپر    | ۱–۰   | آرسنال         |         |
| آرسنال–چلسی                     | ۵۴–۱۹۵۳ | آرسنال            | ۳–۲   | چلسی           |         |
| آرسنال–چلسی                     | ۶۱–۱۹۶۰ | چلسی              | ۳–۱   | آرسنال         |         |
| آرسنال–چلسی                     | ۶۳–۱۹۶۲ | آرسنال            | ۴–۱   | چلسی           |         |
| چلسی–تاتنهام هاتسپر             | ۶۴–۱۹۶۳ | تاتنهام هاتسپر    | ۲–۰   | چلسی           |         |
| هماوردی میلوال و وستهام یونایتد | ۵۷–۱۹۵۶ | وستهام یونایتد    | ۳–۱   | میلوال         |         |
| شهرآورد شرق لندن                | ۲۵–۱۹۲۴ | وستهام یونایتد    | ۲–۱   | کلپتون اورینت  | [ چ ]   |
| شهرآورد جنوب لندن               | ۱۳–۱۹۱۲ | کریستال پالاس     | ۴–۰   | میلوال         |         |
| شهرآورد جنوب لندن               | ۲۳–۱۹۲۲ | چارلتون اتلتیک    | ۲–۱   | کریستال پالاس  |         |
| شهرآورد جنوب لندن               | ۳۸–۱۹۳۷ | میلوال            | ۴–۰   | کریستال پالاس  |         |
| شهرآورد غرب لندن                | ۵۰–۱۹۴۹ | چلسی              | ۳–۰   | برنتفورد       |         |
| شهرآورد غرب لندن                | ۵۶–۱۹۵۵ | کویینز پارک رنجرز | ۲–۱   | برنتفورد       |         |
| شهرآورد غرب لندن                | ۶۵–۱۹۶۴ | برنتفورد          | ۲–۱   | چلسی           |         |
| شهرآورد غرب لندن                | ۶۷–۱۹۶۶ | برنتفورد          | ۲–۱   | فولام          |         |

## یادداشت
1. ↑  دو عنوان قهرمانی با عنوان اورینت و یک عنوان قهرمانی با عنوان کلپتون اورینت کسب کرد.
2. ↑  در سال ۱۹۹۲ منحل شد. با باشگاه فوتبال ردبریج فارست ادغام شد و باشگاه فوتبال داگنم و ردبریج شکل گرفت.
3. ↑  در سال ۲۰۱۱ منحل شد.
4. ↑  در سال ۲۰۰۴ منحل شد. به میلتون کینز منتقل شد.
5. ↑  در سال ۲۰۰۹ منحل شد.
6. ↑  در سال ۲۰۰۷ منحل شد.
7. ↑  لیتون اورینت از سال ۱۸۹۸ تا ۱۹۲۹ با نام کلپتون اورینت شناخته می‌شد.